# 開膛手傑克
開膛手傑克是1888年8月7日到11月9日期間，在英國倫敦東區白教堂一帶以殘忍手法連續殺害五名妓女的兇手所冠的化名。犯案期間，兇手多次寄信到警察單位挑釁，卻始終未落入法網。其大膽的犯案手法，經媒體一再渲染，引起當時英國社會恐慌。至今他依然是歐美文化乃至世界上最惡名昭彰的殺手之一。
開膛手傑克，可稱是世界上最惡名昭彰的連續殺人犯，他犯案後會將受害人內臟挖出，喉管割斷，還會將其面部搗爛。雖然案件距今已逾百年，但有關該案的書籍與相關研究從未間斷。由於缺乏證據，真兇的身份與真實犯案原因仍是眾說紛紜，令案情更加撲朔迷離。但是，開膛手傑克的身影卻透過媒體、摇滚乐、玩具等物品，不斷出現在當今的流行文化之中。
網路上盛傳開膛手傑克已查出真兇的流言，起因於英國作家拉塞尔·爱德华兹（Russell Edwards）買下當年的證物凯瑟琳·埃多斯的披巾時，突發奇想地將披巾拿去進行DNA檢測，希望能破這百年的懸疑殺人案。他委託基因分析專家亞里·洛海莱宁（Jari Louhelainen），花費三年之久的脫氧核醣核酸檢測在2014年9月結果出爐，在披巾上驗出凯瑟琳·埃多斯的DNA以及艾倫·柯明斯基的DNA。但他的主張並未通過同行評審檢證，且關鍵的DNA證據存在嚴重爭議性，他所使用的查證方式與成果都受到許多批評。

## 犯案過程
開膛手的犯案地點集中在倫敦東區白教堂附近。該處在當時是著名的移民集散地，來自俄羅斯或東歐數萬移民定居在此。那些移民收入微薄，其聚居之處成為貧窮與犯罪的溫床，街頭流落着無家可歸的流氓與拉客的娼妓。雖然倫敦警察廳於1829年建立全市巡邏網，但薄弱的警力仍無法負擔每晚數萬妓女出沒的東區治安。

### 開膛手傑克
1888年8月7日一具女屍被發現陳屍東區的白教堂，死者是中年妓女瑪莎·塔布拉姆（Martha Tabram），身中三十九刀，其中九刀劃過咽喉。
同年，8月31日凌晨三點四十五分，另一位妓女玛丽·安·尼科尔斯（Mary Ann Nichols）被發現死在白教堂附近的巴克路（Buck's Row），時年43歲。她不但臉部被毆成瘀傷，部分門牙脫落，頸部還被割了兩刀。但最殘忍的是她的腹部被剖開，腸子被拖出來，陰部也遭利刃嚴重戳刺。
由於該教堂附近甚少發生兇殺案，這兩件案子和之前的幾件殺人案件受到社會大眾的注目，有些媒體甚至以「白教堂連續兇殺案」稱之，認為是同一名兇手所為。這樣繪聲繪影的描述引起當地居民的恐慌，於是警方在此投入更多的便衣警探巡邏，當地居民也組織巡邏隊維持治安。如此使人們相信此類案件將不會重演。
沒想到8天後，也就是9月8日凌晨五點四十五分，一位居住在汉伯里街29號的老車夫於其廉價出租公寓的後方籬笆裡發現一具女屍，死者是47歲的妓女安妮·查普曼。她與前位死者同樣被割開喉嚨，並慘遭剖腹，腸子被甩到她的右肩上，部分子宮和腹部的肉被兇手割走。其頸部有明顯的勒痕，據說死前曾呼救，但未引起注意。由於這是兇手第一次在住宅附近犯案，時間還是接近清晨的5點以前，卻未發出任何引人注意的聲響，此案成為日後人稱開膛手的兇手所犯下最著名的案件。

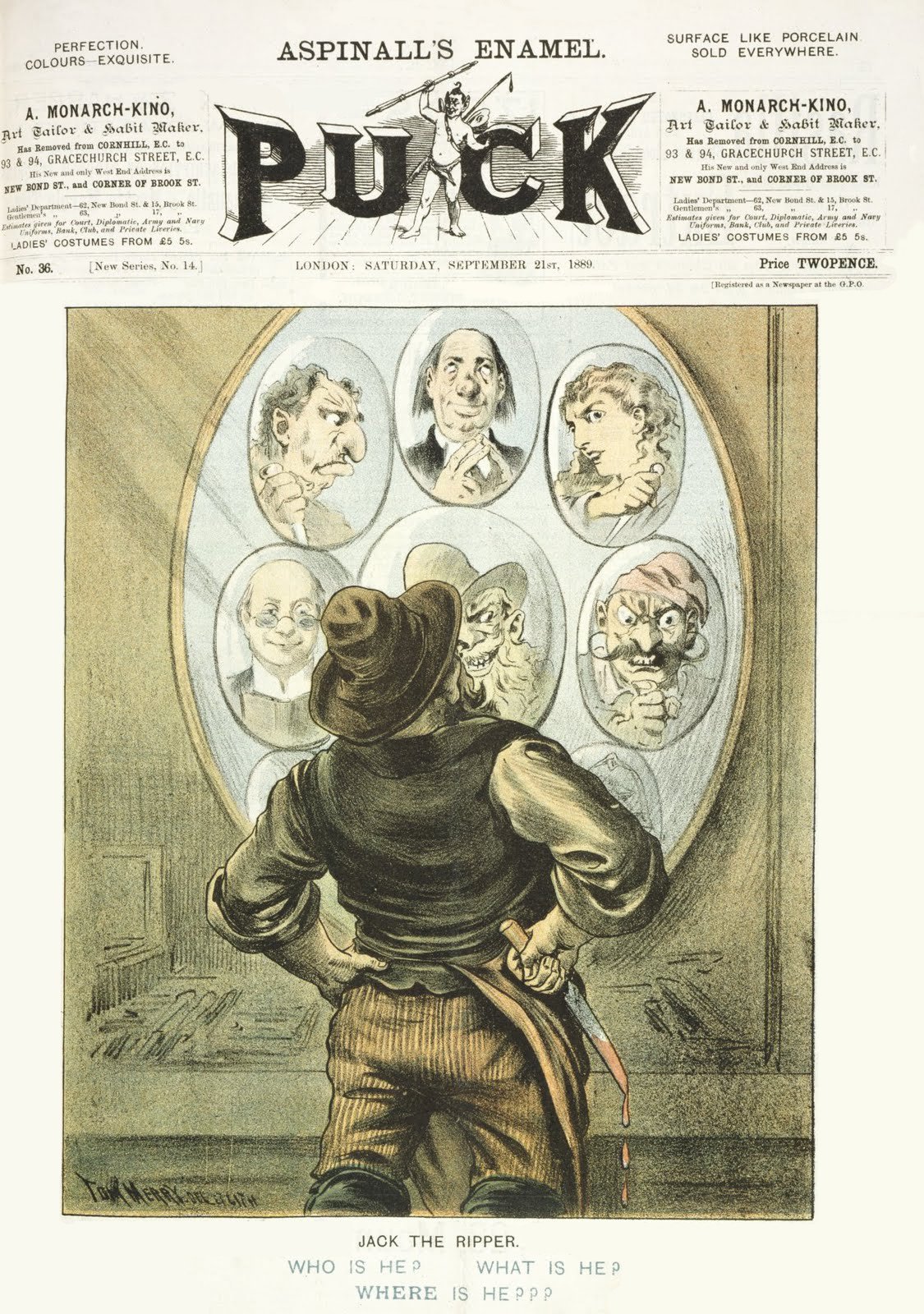
1889年9月21日於《Puck》雜誌發表，由著名漫画家湯姆·梅利所繪，逍遙法外的開膛手傑克得意地看著大眾對他真面目的種種猜測。

9月27日，中央通讯社收到一封用紅墨水書寫，並蓋有指紋的信，署名“開膛手傑克”（Jack the Ripper）。信中以戲謔的態度表明自己就是殺死妓女的兇手，並聲稱被逮捕前還會繼續殺害更多妓女。由於這封信以“親愛的老闆”（Dear Boss）起頭，日後便以此稱呼兇手寄發的第一封信。

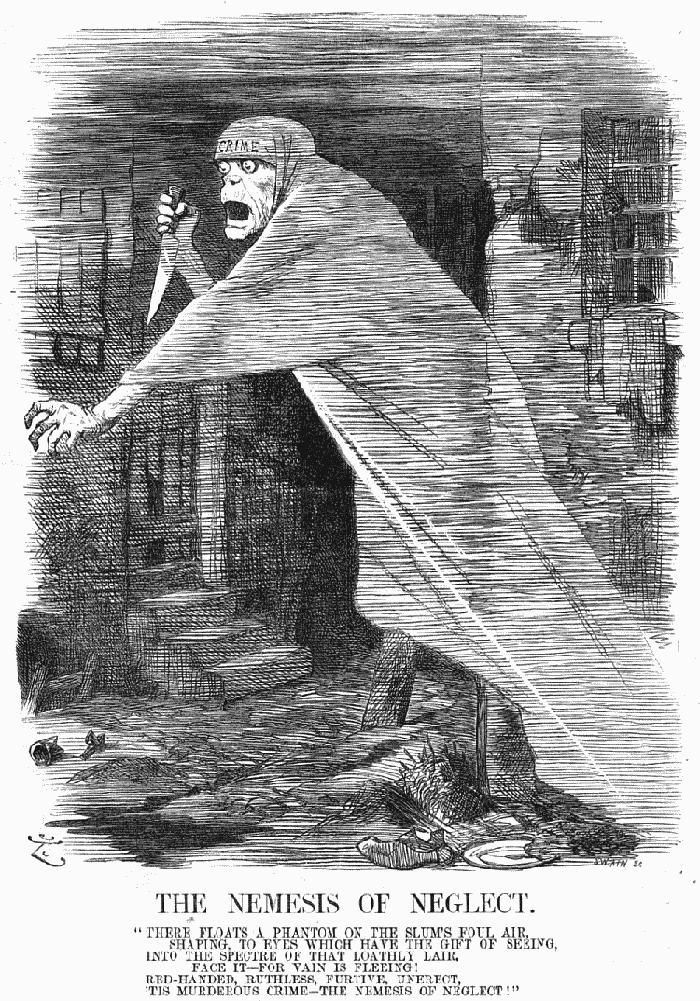
《Puck》雜誌1888年9月29日發表的漫畫:“被忽略的復仇者”

9月30日凌晨一點，一名馬車伕於住家附近發現伊丽莎白·斯特赖德（Elizabeth Stride）的屍體。不同於前兩位犧牲者，這位44歲的瑞典裔妓女雖被割喉，但未遭剖腹，而是死於左頸部動脈失血過多。由於犯罪手法不同，有人懷疑此案的兇手與前兩起開腸剖腹的兇案並無直接關係。
就在大批警力趕到伊丽莎白·斯特赖德陳屍處時，凌晨一點四十五分左右，46歲的妓女凯瑟琳·埃多斯被發現橫屍在主教廣場（Mitre Square）上。除了同樣被割喉剖腹，腸子甩到右胸外，她還被奪去部分子宮和腎臟。由於巡邏的員警聲稱一點半時這裡並無異狀，因而研判死者是在一點半至一點四十五分之間被殺害，並被剖開腹部。兇手行兇手法之俐落，讓多數人認為他可能是專業的外科醫生。
凌晨三點，一位搜尋可疑嫌犯的警員在高斯頓街（Goulston Street）附近發現件沾滿血的衣物，經過鑑定是凯瑟琳·埃多斯身穿圍裙的一部分。而在衣物掉落的附近高牆上，發現疑似兇手用粉筆寫下的一行文字：“猶太人不是無故被怨恨的民族！”（"The Juwes are not The men That Will be Blamed for nothing."），但另有刑警記得寫的是"The Juwes are The men That Will not be Blamed for nothing."。之後警察督察長托马斯·阿諾德（Thomas Arnold）到現場巡視並觀看這句留言，因擔心該牆上塗鴉天亮後被路人看到，反而激起反猶太主義者的情緒，當場下令擦去。

### 最後一位受害者
隔天，也就是10月1日，中央新聞社又收到一封明信片，內文同樣以紅墨水寫成。信裡，寫信者自稱是“調皮的傑克”（saucy Jacky），並提到他打算“隔天再幹兩件事”——一般認為就是9月30日凌晨伊丽莎白·斯特赖德和凯瑟琳·埃多斯這兩起命案。另外，寫信者提到打算割下死者的耳朵寄給警方，這與凯瑟琳·埃多斯遺體外耳損毀的情形類似。最後，寫信者同樣留下“開膛手傑克”的署名。而日後便以寫信者自稱的“調皮的傑克”（"Saucy Jacky"）稱呼該信件。

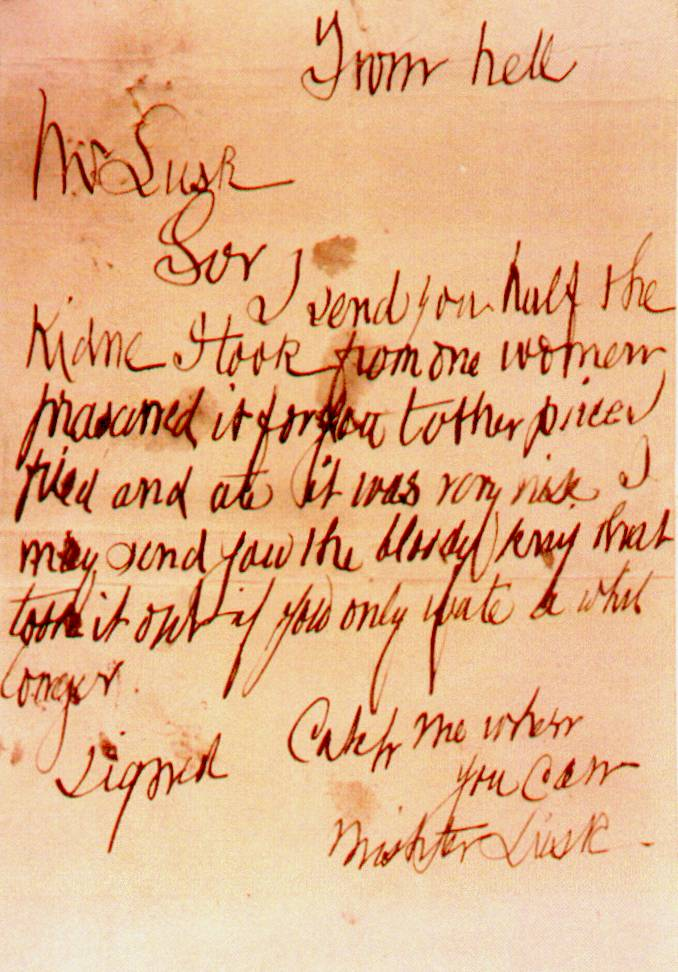
疑似兇手寄發的第三份訊息："From Hell"

10月15日，一封寄給白教堂一帶的居民自發組成白教堂警戒委員會（Whitechapel Vigilance Committee）的信再度引起大家的注意。信裡附半顆腎臟，並以黑色墨水書寫。寫信者聲稱“來自地獄”，並說這顆腎臟取自“某個女人”（一般認為就是凯瑟琳·埃多斯）身上，其中半顆被他煎熟吃掉。不同於前面兩封信，這封信沒有任何署名，日後人們便以開頭的“來自地獄”（"From Hell"）為此信命名。比起前兩封信，一般認為此信由兇手親自書寫的可能性最大。
11月9日，一位多塞街（Dorset Street）上的房東托他助手到玛丽·简·凱莉（Mary Jane Kelly）的房間收六個星期未繳的房租，卻從窗口發現這位25歲的年輕妓女慘死在床上：她全身赤裸，頸部有勒痕，胸部和腹部被剖開，心臟遺失，臉部的耳鼻和乳房也被割掉，據說被兇手拿到旁邊的壁爐烤熟吃掉（但有人認為是被兇手割下帶走）。一位鄰居宣稱昨晚，即11月8日晚上八點半時仍看到凱莉活著（不過她對凱莉的長相描述不完全正確），另外有鄰居聲稱當天凌晨四點左右有聽到一聲悽慘的女性尖叫聲。但可以確定的是，屍體發現的前一天晚上10點，凱莉曾出現在酒吧裡。
玛丽·简·凱莉命案後，開膛手傑克似乎消聲匿跡：倫敦未再出現類似的命案手法，媒體對命案的興趣也逐漸褪去。但警方動員大批人力卻遲遲無法偵破案件，飽受包括維多利亞女王在內的英國各界人士批評，進而導致警界高層的異動。1892年，警方宣布停止偵辦白教堂連續兇殺案。
近來有研究指出玛丽·简·凱莉的命案可能只是另一行凶者嫁禍給開膛手傑克作為，有別於先前四宗命案。這次行凶者選擇在室內作案，並非室外。而且這次行凶者不像以往般來去匆匆，而是逗留於現場一段時間。加上凱莉的子宮沒有被視作戰利品而取去。凶殺報告顯示屍體被切割的方法也大有不同，此次行凶者顯然不熟悉解剖。可是這些研究結果都缺乏實質有力的證據。一般而言，玛丽·简·凱莉都被认为是開膛手傑克的最後受害者。

## 開膛手書信
綜觀整個開膛手犯案期間，警方和報業收到千百封關於案情的信件。有些信出自全心全意提供訊息協助捉拿兇手的人士之手，但其中絕大多數被認為對案情毫無幫助而被忽略。
也許這數以百計的信中，較吸引人的是那些宣稱兇手親筆寫的信件。這些信中絕大部分被當作骗局。許多專家指出這些信裡“沒有任何一封”是真的，但其中卻很可能包含兇手真跡。經過近代和現在的權威人士驗證，有三封信最引人注目：
- 《“親愛的老闆”信》：日期是寫9月25日，郵戳日期是9月27日，收件者是中央新聞社（Central News Agency），9月29日被送往蘇格蘭場。剛開始這封信被認為是個騙局，但當愛道斯的遺體被發現有隻耳朵部分被割掉時，信中被應證的“割走女士們的耳朵”（"clip the ladys ears off"）引起人們的注意。警方於10月1日公佈這封信，希望有人能認得信裡的筆跡，但徒勞無功。“開膛手傑克”之名第一次出現在這封信中，並在信件被公佈後獲得世界級的惡名，大部分的胡鬧信件都模仿該信的筆調。連續兇殺案結束後，警方宣稱該信是一名當地記者的騙局。

- 《“調皮的傑克”明信片》：郵戳日期是1888年10月1日，收件者是中央新聞社（Central News Agency），內文筆跡類似《親愛的老闆信》。信中提到兩位受害者（即斯特赖德和埃多斯）將死在彼此附近：“此時的兩件事”（"double event this time."）。有爭議的是這封信在兇殺案公佈前就寄出了，而且不像是具有此類犯罪知識的怪人所寫，雖然它在案發前24小時更早以前就被加上郵戳，且後面相當長的細節為當地居民與記者所知曉。之後警署宣稱已確認該信是由特定記者所寫，而這位記者也是《親愛的老闆信》的撰寫者。

- 《“來自地獄”信》：又被稱作《勒斯克信》（Lusk letter）郵戳日期是10月15日，白教堂警戒委員會的喬治·勒斯克（George Lusk）於1888年10月16日收到。勒斯克打開信件附送的小盒子時，發現裡面有半顆腎臟，不久將其保存在“酒之靈魂”（乙醇）的醫生說這是人類的腎臟。埃多斯其中一顆腎臟被兇手取走，而這位醫生認為寄給勒斯克的腎臟“貌似凱撒林·埃多斯被取走的那顆”，雖然他的發現十分不可靠[5]。該信的作者宣稱已經“煎熟並吃掉”另外半顆腎臟。關於這顆腎臟的說法不太一致：有人堅稱這是埃多斯的，但其他人認為這只是個“恐怖的惡作劇，而且僅僅如此。”[6]

有些地方會列出另一封信，即日期是寫1888年9月17日，被認為是第一封使用開膛手傑克這名號的訊息。專家們相信這是封20世紀才被放入警方檔案，距離開膛手犯案時代已十分久遠的的現代贗品。他們察覺到這封信既無警印鑑以核對收件日期，也沒有早期調查員檢查過其是否是潛在證據。另外沒有任一當時的警察檔案曾提過該信，而且部分看過的人宣稱這封信是用原子筆書寫，而這要到開膛手傑克犯案後50多年後才被發明。

## 受害者
已確定的受害者都是中下階層的妓女，且除了玛丽·简·凱莉外，皆年趨中年卻居無定所。受害者都在隱密或半隱密的地方被殺，死前大多呈現酒醉狀態。屍體的喉嚨和腹部被切開，部分受害者外陰被兇手切下。現在很多人相信受害者開始就被扼死，以防她們求救。一些屍體的內臟被取出，而根據屍體上的傷口，兇器被認為是如手術刀般銳利的刀，且推斷兇手具有相當程度的外科技巧，其職業可能是醫生或屠夫。
- 玛丽·安·尼科爾斯

閨名玛丽·安·沃克，綽號“波莉”。1845年8月26日出生，1888年8月31日星期五被殺。
- 安妮·查普曼

閨名愛莉莎·安·史密斯，綽號“黑安妮”。1841年9月出生，1888年9月8日星期六被殺。
- 伊丽莎白·斯特赖德

閨名伊丽莎白·古斯塔斯多特，綽號“長麗茲”。1843年11月27日生於瑞典，1888年9月30日星期日被殺。
- 凯瑟琳·埃多斯

曾化名“凱特·康微”和“玛丽·安·凱莉”，皆出自於以習慣法婚姻結為連理的丈夫托马斯·康微和約翰·凱利。1842年4月14日出生，1888年9月30日星期日被殺。
- 玛丽·简·凯利

到巴黎旅行後自稱“玛丽·珍娜特·凱莉”，綽號“薑”。據稱1863年生於愛爾蘭蒙斯特的利默里克或利默里克郡一帶，1888年11月9日星期五被殺。

### 可能的受害者
當時其他遭到類似手法攻擊或殺害的受害者們羅列於下表中。這些受害者的資料十分有限，其中包括：
- “費小仙”（"Fairy Fay"）

這是1887年12月26日一起無名兇殺案的死者綽號。死因被認定是“一根尖頭柱貫穿她的腹部”，一般認為“費小仙”是媒體一項與艾瑪·史密斯兇殺案有關的烏龍產物：他們把艾瑪的朋友在艾瑪遭受攻擊後，提到艾瑪在兇案前一年耶誕節也受到攻擊一事誤認為另外一樁兇案。“費小仙”一詞直到艾瑪·史密斯兇案後多年才出現，且似乎出自著名歌曲《波莉多利都朵》（Polly Wolly Doodle）的歌詞：“好好享受吧，我的費小仙”（Fare thee well my fairy fay），現在並無任何證據顯示有這位受害者確實存在。在兇案發生地的紀錄裡也顯示當時附近沒有位女性姓“費”。
- “安妮·米尔伍德”（“Annie Millwood”）

大約生於1850年，據聞是1888年2月25日一次攻擊事件的受害者，這次攻擊造成她“腿部與下半身有多處刺傷”而住院治療。之後她順利出院卻於1888年3月31日去世，死因很可能是某種自然因素。
- “埃达·威尔逊”（“Ada Wilson”）

據聞是1888年3月28日一次攻擊事件的受害者。她的頸部連中兩刀，但卻劫後餘生。
- “艾瑪·伊丽莎白·史密斯”（“Emma Elizabeth Smith”）

大約生於1843年。1888年4月3日她遭到攻擊，一把鈍器貫入其阴道，造成會陰破裂。受到攻擊後她設法帶傷走回自己的租屋，回去後朋友們送她到醫院，在此她告訴警方其遭到兩三人圍攻，其中一人未成年。之後陷入昏迷，直到1888年4月5日去世。
- “瑪莎·塔布拉姆”（“Martha Tabram”）

閨名瑪莎·懷特，有時本名因拼錯寫成瑪莎·塔布蘭（Martha Tabran）。生於1849年5月10日，1888年8月7日被殺，身中三十九刀。基於某些不完整的理由，如缺乏犯案證據和行兇動機、地理和時間上近乎接近以及標準的攻擊方式，塔布拉姆最常被認為是開膛手刀下另一位受害人，但兩者最大的不同在於犯罪手法（穿刺，而非勒斃或割喉）。不過現在大家也接受凶手的犯罪手法可能发生改变，甚至发生戏剧性变化的观点。
- “白廳之謎”（"The Whitehall Mystery"）

這詞指的是1888年10月2日白廳（Whitehall）新倫敦警察廳總部大樓地下室發現的無頭女屍。原本屬於這具屍體的一隻手臂在泰晤士河畔的皮姆利科被發現，另外一條腿被肢解後埋在屍體發現處底下，剩下的一手一腳則未找到，而死者的身分始終無法辨識。
- “安妮·法默”（“Annie Farmer”）

生於1848年，據聞是1888年11月21日一起攻擊事件的受害者。這次攻擊中她頸部被割開，鮮血直流以致差點喪命。幸好傷口不深，而這顯然是因凶器為鈍刀。警方懷疑這傷口純為自殘，故不久停止偵辦這宗案件。
- “蘿絲·迈莱特”（“Rose Mylett”）

真名可能是凯瑟琳·迈莱特，但又名伊丽莎白·酒鬼麗茲·戴維斯、秀麗艾丽斯或克拉拉。生於1862年，死於1888年11月20日。據聞她被“緊緊纏在脖子上的繩索”勒死，雖然有些調查員相信她是爛醉如泥時不小心被自己穿著的衣領勒住而窒息。
- “伊丽莎白·杰克逊”（“Elizabeth Jackson”）

一名妓女，1889年5月31日至6月25日其部分遺體自泰晤士河中陸續打撈出來。據聞這些屍塊是根據她失蹤前已有的傷痕辨識出來，顯然她死於兇殺案。
- “艾丽斯·麦肯齐”（“Alice McKenzie”）

綽號“陶菸管”艾丽斯，並使用化名艾丽斯·布萊恩做為。她大約生於1849年並死於1888年7月17日。據聞死因是“頸動脈斷裂”但身上被發現另有數处小瘀傷。
- “平欽街兇殺案”（「The Pinchin Street Murder」）:這是指1889年9月10日被發現的無頭屍，除了雙手未被割斷外，其情況類似“白廳之謎”。一份當時無法確認的推測認為屍體的確切身分是莉迪娅·哈特（Lydia Hart），即一名失蹤妓女。“平欽街兇案”和“白廳之謎”常被認為是同一連環殺手所為，“他”因而被稱為“無頭屍殺手”或“無頭屍兇手”。然而開膛手傑克與“無頭屍殺手”是否為同一人或毫無關聯的兩者（但很可能在同一地區活動）已成為長久以來開膛手研究者爭辯不休的話題。另外，伊丽莎白·杰克逊也被認為可能是“無頭屍殺手”刀下的另一位受害者。

- “弗朗西丝·科尔斯”（“Frances Coles”）

又名弗朗西丝·科尔斯曼、弗朗西丝·哈金斯或綽號“橘髮尼爾”。生於1865年，死於1891年2月13日。她後腦杓上的小塊傷口顯示曾被狠狠摔在地面，且喉嚨被割開。然而遺體上找不到其他肢解痕跡。
- “卡丽·布朗”（“Carrie Brown”）

綽號“莎士比亞”，乃出自她酒醉時背誦莎士比亞十四行詩的習慣。大約1835年生於美國紐約州紐約的曼哈頓，1891年4月24日遇害。她被衣料悶死且隨後被利刀肢解。其遺體上發現女陰有大撕裂傷，背部和腿部有輕微的割痕。雖然她的卵巢在床上被找到，但沒有任何器官被奪走，這是否為兇手故佈疑陣則不得而知。當時，這宗兇案被拿來和白教堂兇案做比較，但倫敦警方堅決否定兩者的關聯性。
某些開膛手研究者援引傷殘男童的案例，認為他們也可能是開膛手犯案的對象，因為當時幾封宣稱是兇手寄給警方的信中曾不斷威脅將殺害幼童。

## 嫌疑犯
雖然開膛手傑克引起世人注目，但直到目前為止，並無明確的證據指出兇手是特定的幾個人物。相反的，隨著時間日漸久遠，研究者漸增，被大家認定的嫌疑犯越來越多，且身分遍及當時倫敦的各個階層；反倒是傳統上被認為嫌疑最重的幾個嫌犯，於更多資料發堀後逐漸被還清白。在此，將列舉出較具知名度的嫌疑犯。
下列是警方認為很可能是開膛手傑克的嫌疑犯：
| | 蒙塔古·约翰·杜立德（Montague John Druitt） （1857年8月15日—1888年12月1日） |
| 取得律師身分後，他自1881年至1888年11月21日起長期擔任某間私立學校老師以彰其職。另外，他也是有名的運動家和業餘板球員。由於不明的原因，1888年11月19日最後一次現身於一所位於布萊克希斯（Blackheath）的學校，兩天後宣告失蹤。1888年12月31日他的遺體被發現漂浮在泰晤士河上，檢查結果顯示其屍骸由於口袋放入大石塊，曾沉入河底數星期之久，警方因此推斷他於沮喪的情況下投河自盡。由於他失蹤與死亡的時間距離第五起兇殺案不遠，且他死後兇殺案不再發生，讓當時許多調查員認為他就是開膛手。然而近年來的研究顯示，在凱莉兇案與他死亡之間，他曾在法庭上擔任合法代理人，且根據法庭紀錄，還曾為了座位的問題爭論許久。某些人認為這反駁了杜立德在凱莉案後精神崩潰的說法，而在麥維·麥克那登爵士（Sir Melville Macnaghten）的備忘錄，也就是最早認為杜立德有嫌疑的文件裡，這位律師被誤認為一位醫生，由此進一步推論，弗雷德里克·阿伯林（Frederick Abberline）偵探懷疑杜鲁德涉有重嫌。 |                                                                            |
| | 塞韦林·安东尼奥維奇·克洛索夫斯基（Severin Antoniovich Klosowski）          |
| 化名喬治·查普曼，但與受害者安妮·查普曼無任何關係。他生於波蘭克拉索威斯基，但來到英國後取名查普曼。當時他住在倫敦，是個有暴力傾向的男人，或許懂些醫學知識，後來因毒殺自己三名妻子的確切罪行處以絞刑。他曾一度是福德瑞克·艾柏瑞認為最有可能是兇手的嫌疑犯（參見喬治·查普曼（殺手））。 |                                                                            |
| | 阿朗·哥斯免斯基（Aaron Kosminski） （1865年—1919年）                       |
| 倫敦猶太人社群成員，1891年2月曾送入精神療養院治療。他被麥維·麥克那登警長備忘錄列入主要嫌疑犯之一，理由是他有許多疑點，如長的像主教廣場附近「倫敦巡警看到的那名男子。」助理長官羅伯特·安德森（Robert Anderson）與唐納德·斯旺森探長（Donald Swanson）評述稱「只有眼力好的人才看的到兇手。」他們稱因為證人不願意提供不利於猶太人的證據，因此不可能起訴。斯文森在他報告版本的邊註裡提到，那個男人就是柯明斯基，並補充說他兄弟的家就在白教堂倫敦警局旁，而其被雙手反綁送入精神病院裡，不久便死了。他的精神錯亂症狀有幻聽、擔心被其他人吃掉的恐懼和拒絕梳洗。在院裡他有一次對著院裡的服務員揮動一張椅子。2014年9月，基因專家亞里·洛海莱宁（Jari Louhelainen）比對了受害者凯瑟琳·埃多斯的的披巾上疑似兇手的DNA后，稱阿朗·哥斯免斯基就是DNA的主人。然而，洛海莱宁的發現未曾經過其他科學家或研究者的同行評審。                                                          |                                                                            |
| | 迈克尔·奥斯特罗格（Michael Ostrog） （1833年—1904年）                      |
| 職業騙子，曾化名和易容過。他被一位新加入調查的警官列為嫌疑犯，時間是1889年，也就是“真作五案”的受害人遇害之后一年，但研究者找不到證據指出他犯過比偷竊和詐騙更嚴重的案子。事實上，紀錄顯示開膛手犯案期間他正在法國監獄裡服刑，而這似乎成為一項難以動搖的不在場證明。他生前最後一次被提及是在1904年。 |                                                                            |
| | 約翰·皮泽（John Pizer） （1850年—1897年）                                  |
| 皮札是住在白教堂附近的波蘭裔猶太人，從事製鞋業，威廉·西克巡佐（Sergeant William Thick）曾將其帶回偵訊。西克顯然相信皮扎認識“毛皮圍裙”，即一名以襲擊妓女著稱的當地男子，白教堂連續兇殺案剛發生時，許多居民曾相信“毛皮圍裙”就是兇手。但他的嫌疑終究被撇清，原因是一次觀看倫敦碼頭大火中，一群警官談論起這一系列兇殺案時，皮札宣稱西克早認識他好幾年了，言下之意是他被希克逮捕乃出於惡意且缺乏證據。 |                                                                            |
| | 弗朗西斯·坦布尔蒂“醫生”（"Dr." Francis Tumblety） （1833年—1903年）        |
| 似乎是未受教育或自學的美國人，他靠裝成專業醫師跑遍全美國和加拿大，偶爾遠赴歐洲幹同樣的勾當。自認到是位女性貶抑者，他常把死亡與其病患連在一塊，雖然不確定此為有意或無意之舉。1888年弗朗西斯人在英格蘭，11月7日被逮捕，理由是“被控有下流猥褻的行為”，顯然針對其對同性性行為的喜好。11月16日他被保釋出獄。等待受審期間，他反而在11月24日逃到鄉下準備前往法國。有人認為他出獄後能及時犯下玛丽·简·凱莉兇殺案（11月9日）而隨後即遭到逮捕。由於在美國犯下多起惡名昭彰的詐騙，他被逮捕的消息讓某些人認為他就是開膛手。他究竟是名殺手，或只是名受不當懷疑的怪人仍有爭論。坦布尔蒂被認為有嫌疑，是在兇案發生多年以後某位倫敦警察寄給一名記者的一封信裡所提到，但沒人知道這位警員有直接參與開膛手一案的調查工作。而主張蘇格蘭場於1888年派遣一名警官前往美國，試圖將坦布尔蒂帶回來與罪案有關的說法在近年來的研究中仍是個爭議。                                             |                                                                            |

### 其他可能的嫌疑犯
還有一些被當時的記者等人點名為潛在的白教堂凶殺案嫌疑犯，其中幾位著名人選是：
| | 威廉·亨利·伯利（William Henry Bury） （1859年—1889年）                              |
| 自倫敦遷居蘇格蘭後不久，他於1889年2月10日勒死髮妻埃倫·埃利奥特（Ellen Elliot），而她曾是名妓女。在她死後不久，又在其腹部施與幾道傷口。有些人相信，這幾道傷口十分類似瑪莎·塔布拉姆與玛丽·安·尼科尔斯遺體上的痕跡。柏利向當地警方自首後便被列為嫌犯之一，雖然他宣稱並未涉及其他任何案件。不久之後他在蘇格蘭邓迪被處以絞刑，罪名是他自己承認的謀殺妻子。 |                                                                                     |
| | 托马斯·尼尔·克里姆醫生 （1850年5月—1892年11月16日）                                 |
| 暗地裡專門從事墮胎的醫生。生於蘇格蘭，於倫敦接受教育，在加拿大開業且之後轉往美國伊利諾州的芝加哥。1881年他的幾位病人中毒，其中男女皆有，事件揭發後他被要求負起責任。起初，這起事件沒有他殺的嫌疑，但克利自己卻要求調查這些屍體，顯然這是個引起他興趣的嘗試。之後他被關在位於喬利埃特（Joliet）的伊利諾州州立監獄，1891年7月31日被釋放出獄，理由是品行良好。到倫敦展開新生活後，他再度被控謀殺並遭到逮捕，1892年11月16日處以絞刑。根據某些來源所述，他死前最後幾個字是說：“我是傑克....。”（"I am Jack..."）此話被詮釋為意指開膛手傑克，但也可能被蒙頭罩消音過。專家們根據參與處刑警官們沒提到這宣稱曾妨礙招供的理由，主張這個插曲也許本身沒啥意義的可能性大於此為後來捏造的故事。據聞開膛手犯案之時，他正在監獄裡服刑。然而有些著作認為在被正式釋放前他能賄賂警官而離開監獄，或留下一個替身在他所住的牢房裡，但這兩種說法都沒法獲得權威資料佐證。 |                                                                                     |
| | 弗雷德里克·贝利·迪明（Frederick Bailey Deeming） （1842年7月30日—1892年3月23日）    |
| 住在澳洲雪梨的水手，有位妻子和四個小孩。被視為英國公民，1887年12月15日他被控破產而前往位在英格蘭的法庭。雖然最後被判處40天徒刑，但顯然他在1887年12月29日就被釋放，並試圖與妻小一塊逃到南非開普敦躲避債主。抵達不久他便因詐欺被當地警方盯上，於是又把妻小送到英格蘭，而自己前往新建立的約翰尼斯堡，從此他似乎消失了：沒有可靠的資料記載1888年3月到1889年10月兇案發生期間他的行蹤下落。他再度現身是在英格蘭的赫爾河畔京士頓（Kingston upon Hull），在此他叫做哈里·勞森（Harry Lawson），即他眾多化名的其中一個。成功轉入職業騙徒生涯後，他顯然試圖與分居的妻子破鏡重圓。1891年7月，他們倆同孩子搬到雨山（Rainhill）的租屋，但這段重歸舊好於1891年8月11日他趁妻小睡覺時割斷他們喉嚨後嘎然終止。由於在他是以單身漢的身分引介到當地，並聲稱其家人是來拜訪他的姊姊與姪輩，所以很輕易解釋他們的失蹤。之後他向他房東女兒埃米莉·馬瑟斯（Emily Mathers）求婚，並於1891年9月22日結婚。1891年11月2日這對新婚夫婦搭船離開英格蘭南安普敦，1891年12月15日抵達澳洲維多利亞州。1891年12月24日他殺了埃米莉，把她埋在租屋底下，隨即離去。埃米莉的遺體不久被發現，並引起當地偵查與尋找在英國其他屍體的行動，這也導致他於1892年3月11日被逮補，並於審判中判處絞刑，而當時的澳洲輿論認為他就是開膛手。據說他熟識開膛手被害人凯瑟琳·埃多斯，並與她保持通信，但這個說法仍無法證實。 |                                                                                     |
| | 羅伯特·唐斯顿·斯蒂芬森（Robert Donston Stephenson） （1841年4月20日—1916年10月9日） |
| 對神秘學與黑魔法深感興趣的記者兼作家。連環兇殺案發生前他是白教堂醫院的病患，並在兇殺案結束後不久離開。他是專門寫作關於警方辦案的報紙專文作家，而他古怪的舉止以及對罪案的興趣終究讓業餘偵探將他提報給蘇格蘭場，可兩天後他也親赴警場，並提報他認定的嫌疑犯：一名叫摩根·戴維斯醫生（Dr Morgan Davies）的男子。之後他又被報紙編輯威廉·托马斯·斯特德（William Thomas Stead）、作家梅布尔·科林斯（Mabel Collins）與她好友维多利亚·克雷默斯男爵夫人（Baroness Vittoria Cremers）列入嫌疑犯之列。 |                                                                                     |

### 後來的相關著作點名之嫌疑犯
其他幾個兇殺案後常被認為是兇手的名字，其中包括：
| | 約瑟夫·巴內特（Joseph Barnett） （1858年—1926年）                                                         |
| 曾當過漁貨搬運工，1887年4月8日起曾是受害者玛丽·简·凯利的情人，對於玛丽出賣肉體的行為極其反感 , 1888年10月30日兩人再因相關議題引發激烈爭吵 , 最終導致巴內特和玛丽的分手。之後他每天都拜訪她 ，據聞是試圖恢復兩人的感情 ，但玛丽在兩人分手十天後即被殺害 , 而他否認自己有嫌疑。雖然有人把其他幾件兇案算在他頭上，認為巴內特殺害妓女為阻止玛丽重回街頭之一種極端手法 , 然而此說法並無確切證據 。據說他對凱莉的描述構成了今天我們對凱莉所知道的絕大部分，可是有關她的描述和他的報告是否切實仍有疑問。 | |
| | 大衛·科恩（David Cohen） （1865年—1889年）                                                                |
| 波蘭裔猶太人，他被關進科爾尼哈奇精神病院（Colney Hatch asylum）時大致上吻合兇殺案結束的時間。由於被描述成具有殘暴的反社會傾向，這位可憐的倫敦東區住民被作家兼開膛手研究者馬丁·菲多（Martin Fido）在其著作《罪案，開膛手傑克之死與偵查》（The Crimes, Detection and Death of Jack the Ripper 1987年出版）認為是嫌疑犯。菲多宣稱“David Cohen”這名字在當時被用在警方認為名字無法查證，或名字太難拼寫的猶太人身上，就如同今天的“John Doe”（參見無名氏），這種說法被其他著作爭論不休。菲多經過一番思考後，認為科恩的真實身分是內森·卡明斯基（Nathan Kaminsky），一位住在白教堂附近的鞋匠，他曾因感染梅毒而接受治療，並在科恩的身分被確認同時宣告失蹤。菲多與其他人相信警方將凱明斯基與柯明斯基這兩個姓氏搞混了，導致錯誤的人選被列入嫌疑犯名單（參見上面的阿朗·柯明斯基）。在精神病院裡，科恩表現出暴力和破壞傾向，今天看來令人聯想到精神分裂症，因而必須加以監禁。最後他於1889年10月死在精神病院。前聯邦調查局犯罪紀錄員約翰·道格拉斯（John Douglas）在其著作《糾纏我們的案件》（The Cases That Haunt Us 2000年）裡，斷言從來自地獄的信（"the "From Hell" letter）的用詞收集到的個性線索全指向兇手就是科恩，“或某個非常類似的人”。 | |
| | 路易斯·卡羅（Lewis Carroll） （1832年9月27日—1898年1月14日）                                              |
| 查爾斯·勒特威奇·道奇森（Charles Lutwidge Dodgson）的筆名，《愛麗絲夢遊仙境》的作者。根據迴文作家理查德·華萊士（Richard Wallace）的著作《開膛手傑克：無憂無慮的好友》（Jack the Ripper, Light-Hearted Friend），書裡首度認為他有嫌疑，雖然這說法並不被其他研究者看重。 | |
| | 威廉·威西·古尔爵士（Sir William Withey Gull） （1816年12月31日—1890年1月29日）                            |
| 維多利亞時代傑出的內科醫生。他被點名為開膛手，並且是備受爭議的王室陰謀論成員之一（參見开膛手杰克：最后解答）。拜該理論廣受小說家歡迎與其戲劇性所賜，古爾以開膛手的身分出現在許多書籍與電影（包含開膛手）。 | |
| | 喬治·哈钦森（George Hutchinson）                                                                          |
| 基層勞工，1888年11月12日他到倫敦警局陳述，11月9日他到玛丽·简·凯利住的房間時，看到和她在一塊的男士鮮明的長相。即使當時是黑夜，他仍相當仔細的描述這名嫌疑犯的相貌。顯然，他的描述最終仍被警方所懷疑，因為根據警方之後所宣稱唯一好好看過兇手長相的證人是名猶太人，而哈钦森不是。現代某些學者認為他自己就是開膛手，且試圖混淆警方辦案。 | |
| | 詹姆斯·凱利（James Kelly） （1860年—1929年）                                                              |
| 不確定是否和開膛手受害者玛丽·简·凯利有親屬關係。1883年結婚不滿一個月，與妻子口角並指控她有外遇，凱利一刀插進自己的妻子頸部殺死了她，因而被判絞刑。由於被認定精神失常，他被轉送到倫敦市郊的布羅摩爾精神病院，在精神病院他是個模範病患，會演奏小提琴並在木工坊工作。直到1888年他利用金屬製成鑰匙自院內逃脫。連續兇殺案期間警方找尋他不成，而他顯然消失的無影無蹤。消失近40年後，1927年他突然自己回到布羅摩爾精神病院，並於兩年後死亡，死因據推測是自然因素。兇殺案期間他的行跡僅能由他死前的自白推測，自白中凱利聲稱自己踏上征途（warpath），離開精神病院後他先去了倫敦，並於1890年10月使用假名抵達美國。根據報導1891年4月紐約發生56歲的妓女凱利·布朗於東河旅館遇害案，其遺體被發現內臟散佈在床上，死狀過於駭人，故當地媒體均以此案件報導英國的開膛手傑克已來到美國，如按凱利的自白行蹤，未免過於巧合。凱利在美國的足跡遍及紐約、新澤西、德州、加州、舊金山，4年內這5州巧合的有12起妓女殘忍的取出內臟謀殺案，當地媒體均以開膛手傑克稱之，詹姆斯·凱利是否就是開膛手傑克，仍是個謎團。 專門調查懸案的美國紐約市退休警官埃德·諾里斯（Ed Norris）與探索頻道（Discovery Channel）合作一個節目叫[開膛手傑克在美國]（Jack the ripper in America）中聲稱他在檢視過詹姆斯·凱利在1927年重返精神病院後的自白後認為他就是開膛手傑克，而且在自白中他比對了當時美國各城市的一些類似手法的謀殺案，該警官宣稱和當時的紀錄吻合，他認為詹姆斯·凱利來到美國後再犯下了數件相似的謀殺案。 | |
| | 詹姆斯·梅布里克（James Maybrick） （1838年10月24日—1889年5月11日）                                        |
| 利物浦棉花商人。在起當時十分轟動的審判期間，他說服自己的的妻子佛蘿倫絲（Florence）毒死自己。由於這起事件充滿爭議，原本應被判的死刑被減為終身監禁，且七年後她終究被釋放。一本據稱是梅布利克的日記宣稱他在裡頭坦承自己就是開膛手，但這本日記今天普遍認為是個騙局 | |
| | 亞歷山大·佩達琴科（Dr. Alexander Pedachenko） （1857年—1908年）                                           |
| 俄羅斯帝國秘密警察。他曾被送到英國製造謀殺案以敗壞當局名聲，後來因無法克制自己犯下更多兇殺案，而被送進精神病院終渡餘生。有關他是開膛手的證據在當時並不完整，而且沒有確切證據證明佩達琴科這號人物曾經存在過。 | |
| | 弗蘭克·邁爾斯（Frank Miles）                                                                              |
| 邁爾斯是倫敦著名的畫家，他常用阻街女郎作為其畫作的模特兒。據稱這位藝術家死於白教堂連續兇殺案之前，但實際上他被發現於1891年死在精神病院。一個理論顯示他與麥維·麥克那登的關係，因為邁爾斯和其室友维尔德住在泰特街（Tite Street）靠進麥克納登住所的地方。邁爾斯的表親替阿尔伯特·维克托王子工作，而蒙塔古·德鲁伊特，也是另一位嫌疑犯，曾和邁爾斯待過同一個軍團。這個理論是由托马斯·塔希爾所提出，但從未被人接受，也許是因為這說法的理由太過薄弱。法蘭克·邁爾斯會成為開膛手傑克的人選要追溯至1970年代，被唐纳德·朗比洛著作《完全開膛手傑克》（Complete Jack the Ripper）提到。 | |
| | 沃尔特·西克特（Walter Richard Sickert） （1860年—1942年）                                                 |
| 擁有荷蘭和丹麥血統，卻在德國出生的藝術家。其授業於詹姆斯·惠斯勒（James McNeill Whistler）門下，並受到埃德加·德加（Edgar Degas）影響。他是第一位提出開膛手傑克王室陰謀論部分理論的人，並被作家珍·奥弗顿-富勒（Jean Overton-Fuller）點名為唯一的開膛手人選。犯罪小說家派翠西亞·康薇爾（Patricia Cornwell）之後在其著作《開膛手傑克結案報告》（Portrait of a Killer）裡宣稱根據他作品與書信中大量出現她所認為的女性貶抑特徵以及她相信兇手在信中留下的嘲弄口吻出自他筆下，兇手就是西克尔特。 | |
| | 弗朗西斯·汤普森（Francis Thompson） （1859年12月18日—1907年）                                             |
| 詩人。自身奉獻於天主教並身兼唯美主義運動成員。1889年他寫了一個短篇故事〈結束吵雜的工作〉（拉丁文原名：Finis Coronat Opus），其中描述一個年輕詩人以女子作為異教神祇們的犧牲，得以前往地獄獲得創作的靈感以求他獲取名聲的慾望。他的故事不是被視為宗教狂想，就是被看作憤怒男子犯下的罪行，但這似乎不代表他在現實生活中作了這些案子。 | |
| | 詹姆斯·史蒂芬（James Kenneth Stephen） （1859年2月25日—1892年2月3日）                                     |
| 詩人兼阿尔伯特·维克托王子（艾迪） 的導師。自覺是位女性貶抑者，他在1886年或1887年冬天一起事故後患有嚴重的心理與生理疾病。他的詩作中可以看見些病態情景，但沒有徵兆顯示這些作品是出自兇手的親身經驗。他會引起開膛手研究者興趣，主要是因為他與艾迪王子的關係。 | |
| | 阿尔伯特·维克托王子（Prince Albert Victor, Duke of Clarence and Avondale） （1864年1月8日—1892年1月14日） |
| 他被許多書籍點名為兇手或兇手所掩飾的對象，目的是為了遮掩他可疑的失節行為。這個理論被著名的歷史學家嗤之以鼻，也被大多數開膛手研究者認為不可盡信。该类著作中最有代表性的是《开膛手杰克：最终解答》 | |
| | 約翰·威廉斯爵士（Sir John Williams） （1840年—1926年）                                                    |
| 維多利亞女王的好友，並擔任她生產贝翠丝公主（Princess Beatrice of the United Kingdom）的產科醫生，约翰·威廉斯的一位后代托尼·威廉斯（Tony Williams）2005年出版的著作《傑克叔叔》（Uncle Jack）裡，被控犯下開膛手的罪行。這位作者宣稱手上握有的資料顯示這位醫生認識所有受害人，並殺了她們且將其肢解，以進行關於不孕的研究。 | |
| | 雅各布·利瓦伊（Jacob Levi） （1856年—1891年7月29日）                                                      |
| 只有5尺3寸的身高。職業為屠夫，符合當時警方結論「行凶者可能是名屠夫」的推測。同時也是猶太籍商人，伊丽莎白·斯特赖德（Elizabeth Stride）的謀殺案中發現圍裙附近關於猶太人的粒筆字可能是他所留下的。雖然曾由田野大門街（Fieldgate Street）搬往米德爾塞克斯街（Middlesex Street）的肉舖，但兩街都同屬於白教堂區，正是謀殺區域的中心地帶。李維死於梅毒感染，如果他是從妓女感染到梅毒的話，就更可以解釋作案動機。 | |

### 關於開膛手的其他理論
阿瑟·柯南·道爾爵士和威廉·史都華（William Stewart）提出進一步理論認為是名女性兇手扮成開膛手傑克。該理論的支持者相信該名女性兇手的工作是接生員，她能在不引起注意和嫌疑的情況下身著沾滿血腥的衣服，而且比男人更容易獲得受害者的信任。這個理論認定符合描述的一個嫌疑犯是玛丽·皮尔斯，她在1890年10月間殺害情人的妻子與小孩。雖然沒有徵兆顯示她曾當過接生員。
2010年，关于「开膛手杰克」最新研究结果否定了开膛手为女性的可能。目标最大的嫌疑人被认定为弗朗西斯·坦布尔蒂医生，因为多处证据表明该人曾经有收集女性子宫并将她们按照社会等级分类的变态行为，而且此人还是个非专业的医生，并且有证据表明他的妻子曾经做过妓女，充分解释了他对女性尤其是妓女以及女性性器官的极度厌恶和憎恨。并且，字迹专家通过分析认为，最有可能是杰克真实笔迹的书信，也就是那曾经带了半个肾的书信为弗朗西斯·坦布尔蒂医生的笔迹，不过研究者仍然没有直接证据，目前研究者还在继续取证调查。
据英国《每日邮报》2014年9月6日报道，商人拉塞尔·爱德华兹（Russell Edwards）在2007年英格蘭薩福克郡的一个拍卖会上拍得受害者凯瑟琳·埃多斯在命案現場留下的披巾后，请来全球知名的研究犯罪现场基因证据方面的专家亞里·洛海莱宁博士(Dr Jari Louhelainen)，设法采集到受害者亲属和犯罪嫌疑人的粒線體DNA，并与受害人披巾上的样本进行比对，得出凶手是阿朗·哥斯免斯基的结论，但亚里博士並未發表鑑定方法與過程，因此正確性仍有待確定。

## 媒體與文化影響

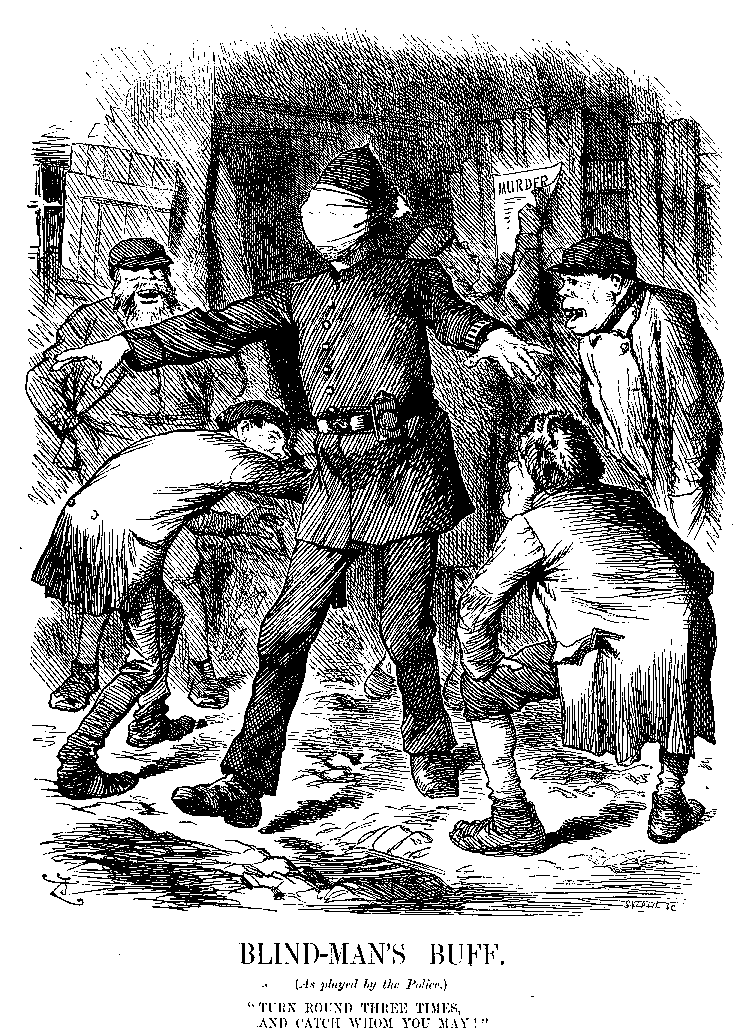
《Puck》雜誌刊登John Tenniel所繪的漫畫（1888年9月22日）批評警方辦案不力。

開膛手兇殺案標示著英國現代生活中一個重要的轉折點。雖然不清楚誰是第一個連環殺手，但開膛手傑克卻是第一位創造全球媒體報導兇案狂潮的殺手。1855年印花稅法的改革使得低廉的報紙能夠有更爲廣大的發行量。在維多利亞時代後期，這段報業的快速成長，包括報紙便宜到只需半便士、大眾雜誌如《警方新聞解讀》（The Illustrated Police News）的出版等，最終促使開膛手獲得了前所未有的知名度。這些特徵再結合沒有人被確切定罪的事實，創造出一個陰魂不散的恐怖傳說，而為之後連環殺手的出現覆上一層陰影。
某些人相信兇手的綽號是報業工作者所創，為的是編造出引人入勝的故事而賣出更多報紙。這種做法後來成為被廣泛認同的標準，著名的例子有波士頓絞殺手（Boston Strangler）、綠河殺手（Gary Ridgway, the Green River Killer）、山腰絞殺手（Hillside Strangler）和黃道十二宮殺手（Zodiac Killer），以及衍生出來的英國約克郡開膛手（Peter Sutcliffe,Yorkshire Ripper），這幾乎到了兇殺案百年以後。另外1960年代“泰晤士裸體兇殺案”（Thames Nude Murders）的無名兇手，也被媒體稱為剝衣手傑克（Jack the Stripper）。
貧困的東區長期被富裕的社會所忽視，但連續兇殺案和受害者的出現不得不引起對他們生活條件的關注。這種關注意味著當時的社會改革者終於能讓有錢階級傾聽並相信必須做些事來幫助窮人。蕭伯納寄給《星》雜誌（Star）的一封信裡諷刺的評論媒體這種突如其來的關懷：

當我們社會民主黨人正浪費大量時間在教育、鼓動和組織時，某些全然自主的天才已經控制了這些工作，且僅僅靠着謀殺和四個開腸剖肚的女人，就把這些資產階級的媒體變成一種笨拙無能的共產主義。

另外，開膛手傑克已成為許多小說裡出現的象徵人物，無論是作為主要角色或更週邊的人物（參見開膛手傑克小說）。而開膛手在大眾文化中也已以另種形式出現。
許多音樂創作者如摩托頭（Motörhead）、骷髏樂團（Macabre）、羅倫·柯克（Roland Kirk）、莫里西（Morrissey）、尼克凱夫與壞種子（Nick Cave and the Bad Seeds）、LL酷傑（LL Cool J）、白線條（The White Stripes）、猶大祭司（Judas Priest）、鐮刀收割者（Grim Reaper）、Queensrÿche、Univers Zero、神鷹牧神（Falconer）、我的另類羅曼史（My Chemical Romance）、Link Wray、The Legendary Pink Dots、冰凍大地（Iced Earth）、鮑勃·迪倫、Benediction、嚎叫的上帝薩奇（Screaming Lord Sutch）、Leslie Fish和Nationalteatern都曾在專輯中提到或引用開膛手傑克作為歌名。芝加哥發跡的流行樂團Spitalfield會取這個團名是因為團員認為在描述一個開膛手傑克出沒的村莊，但實際上這不是一個村落而是倫敦東區一個地段。
許多公司，如麥法蘭玩具（McFarlane Toys），也生產開膛手傑克的人形偶或玩具，有時甚至引起抗議。像被連環殺手羅伯特·皮克頓（Robert Pickton）殺害的死者家屬就反對溫哥華的維京超級店販售開膛手娃娃。
2002年，以開膛手傑克為主要劇情的電影《名偵探柯南：貝克街的亡靈》上映
2006年，開膛手傑克被選入英國廣播公司的《歷史》雜誌，並被其讀者票選為歷史上最壞的英國人。
2019年香港電視廣播有限公司電視劇《福爾摩師奶》，劇中之連環兇殺案就是以開膛手傑克連環殺人案為藍本改編。

## 相關作品

### 電影
- （From Hell），美國小說，電影於2001年上映，艾倫休斯、亞伯特休斯執導，強尼·戴普主演。
- 《霧都殺人事件》（The Ripper），電影於1997年上映。
- 《名偵探柯南：貝克街的亡靈》，日本動畫劇場版，2002年上映。
- 《怪房客》（The Lodger: A Story of the London Fog），亞弗列·希治閣第一部电影，1927年上映。
- 《蝙蝠俠：煤氣燈下的高譚市》，美國動畫電影，2018年發行。
- 《唐探1900》，全片主线为1900年发生在旧金山的连环杀人案，凶手模仿开膛手杰克的方式进行杀人，因此被坊间和媒体称为“开膛手杰克”，2025年上映。

### 電視劇
- 《血洗白教堂》（Whitechapel），一套2009年的英國劇情迷你連續劇。
- 《開膛街》（Ripper Street），英國BBC影集，2012年。
- 《血族》(The Strain) S04E05，美国FX频道于2014年7月13日开播的一部惊悚类电视剧。
- 《福爾摩師奶》，香港TVB影集，2019年2月，假想開膛手傑克潛逃到初成英國殖民地的香港。

### 書籍
- 《Destination Zero》，作者為David A. McIntee（英语：David A. McIntee），在維多利亞時代的男主角Bill Sangster的另一個身份：開膛手傑克。
- 《百年殺人重演》 ，日本小說，作者為赤川次郎，為華麗偵探團首本長篇小說。
- 《開膛手傑克結案報告》（Portrait of a Killer: Jack the Ripper—Case Closed），作者為派翠西亞·康薇爾，ISBN 986-7896-71-8。
- 《Fate/Apocrypha》，日本小説，為被聖杯戰爭本身所召喚的反英靈，由數百個被娼婦墮胎的嬰兒怨靈所形成的聚合體，以黒之陣營的「Assassin」的職階登場，寶具為「暗黑霧都」和「解體聖母」。
- 《Fate/strange Fake》，日本小説，為虛假的聖杯戰正所召喚的英靈。本身不是開膛手傑克，而是人們想像中的傑克的具現化。
- 《黑暗之境系列（英语：Darkside (novel)）》（Darkside），奇幻小說，Tom Becker（英语：Tom Becker）著，譯者林怡瑄以及陸月夏（第一集），內容提到英國讓開膛手傑克統治「黑暗之境」，並且為「黑暗之境」的創始人。
- 《開膛手傑克的百年孤寂》，日本小說，作者為　島田莊司。
- 《定稿：開膛手傑克的獨白》 ，作者為詹姆士．卡奈科。
- 《JoJo的奇妙冒险》漫畫：第一部幻影血脈，3卷：黑暗騎士之卷。
- 《家庭教師HITMAN REBORN!》暗殺部隊瓦利亞―貝爾飛格爾的外號「Prince The Ripper」，開膛王子。
- 《斷裁分離的罪惡之剪》
- 《信長之槍》，角色人物為亞當·穆海德。
- 《黑執事》漫畫單行本第三卷，克雷爾・沙多克里夫和安潔莉娜・達雷斯。
- 《問題兒童都來自異世界？》共同體「Will o'wisp（ウィル・オ・ウィスプ）」中由維拉·札·伊格尼法特斯製作，世界最古老的南瓜鬼怪。有主辦者權限，使用了會招開他的遊戲「Jack　the　Monster」，會現出他的真身，從孩子的朋友南瓜頭傑克，變成斷罪人（Executor）殺人魔開膛手傑克。
- 《医學生 神戸朔太郎の解剖カルテ(醫學生 神戶朔太郎的解剖報告)》漫畫，作者為綾峰けう；角色於第二話最後登場，名為伊薩克・布萊爾(アイザック・ブレア)的英國外科醫生，自稱來到日本是為了學習東方的醫術，開膛手傑克的身分於第五話最後被主角神戶朔太郎給揭露，表示案件相關的信件並不是他寫的，自己也不喜歡這個稱呼。
- 《終末的女武神》漫畫，作者為梅村真也；為神對人的最終對決的第四回合當中人類方的鬥士[註 1]。
- 《憂國的莫里亞蒂》漫畫第25-28話《白教堂的亡靈》。
- 《惡之大罪：第五號小丑》，主角雷米＝阿貝拉爾與開膛手傑克一樣殺害數名妓女。

### 動畫
- 《黑執事》動畫版：第4至6集
- 《偵探學園Q》動畫版：第8至11集
- 《JoJo的奇妙冒险》動畫版：第5集
- 《名偵探柯南》電影版：貝克街的亡靈
- 《憂國的莫里亞蒂》動畫第15-16話《白教堂的亡靈》。
- 《終末的女武神》動畫第二季[01-05集]

### 其他
- 《露露》，歌剧，由贝尔格作曲。最后一幕杰克登场，并且谋杀了露露。
- 《夜的第七章》，一首歌，主唱周杰倫，作詞黃俊郎，歌詞中有許多與開膛手有關的事物。
- 《东方project》，其中的角色十六夜咲夜参考了部分开膛手杰克的设定。
- 《Fate/Grand Order》，2015年手機遊戲，沿用《Fate/Apocrypha》的資料登場，是倫敦下層妓女們墮胎後的嬰靈集合體，屬於超自然現象。
- 《刺客教條:梟雄》，Ubisoft所推出的遊戲，開膛手傑克出現在遊戲的DLC中，在遊戲中傑克原為男主角雅各布的徒弟，受到專業的刺客技巧訓練，後反目並打傷雅各布，最後雅各布的雙胞胎姊姊伊薇·弗萊找到傑克位於精神病院的藏身點並且殺死了他。
- 《第五人格》，2018年出品的手机游戏，其中一名游戏角色“杰克”通常被认为脱胎于开膛手杰克。
- 《福爾摩斯VS開膛手傑克》(Sherlock Holmes Versus Jack the Ripper)，Frogwares Studio 2019年出品的電腦推理遊戲。
- 《怪物彈珠》，於2022年6月超獸神祭中登場。其後於2024年3月中登場的黎絕角色「阿棘貼塔（英语：Agitator_(device)）」為開膛手傑克的「幻像」

## 資料來源
- Philip Sugden：The Complete History of Jack the Ripper, ISBN 0-7867-0276-1
- Stewart Evans和Keith Skinner：The Ultimate Jack the Ripper Sourcebook, ISBN 0-7867-0768-2
- Paul Begg：Jack the Ripper: The Facts, ISBN 1-86105-687-7
- John Douglas和Mark Olshaker：The Cases That Haunt Us, ISBN 0-671-01706-3
- Donald Rumbelow：The Complete Jack the Ripper ISBN 0-425-11869-X
- Robin Odell：Ripperology ISBN 0-87338-861-5
- Paul Begg、Martin Fido和Keith Skinner：The Jack the Ripper A-Z ISBN 0-7472-5522-9
- Maxim Jakubowski和Nathan Braund（編者）：The Mammoth Book of Jack the Ripper ISBN 0-7867-0626-0
- Stephen P. Ryder（編者）：Casebook: Jack the Ripper （页面存档备份，存于）